# Amphiglossus nanus
Amphiglossus nanus är en ödleart som beskrevs av  Franco Andreone och GREER 2002. Amphiglossus nanus ingår i släktet Amphiglossus och familjen skinkar. Inga underarter finns listade i Catalogue of Life.